# Georges Ier d'Abkhazie
Pour les articles homonymes, voir Georges Ier.
Georges Ier d'Abkazie ou Georges Aghtsépéli (en géorgien გიორგი აღწეფელი) est un roi d'Abkhazie de la dynastie des Antchabadzé ayant régné de 871 à 877 selon Cyrille Toumanoff ou de 864 à 871 selon les hypothèses récentes de Christian Settipani.
Le Divan des rois d'Abkhazie le désigne comme le frère de ses prédécesseurs mais n'indique par la durée de son règne. La Chronique géorgienne précise qu’il est effectivement le frère de Thewdos et de Démétré, et fils de Léon. Son surnom d’« Aghtsépéli » (en géorgien აღწეფელი) est lié à la possession, sans doute comme cadet, d’un domaine d’Aghtseph dont la position est par ailleurs inconnue.  
Toujours selon la Chronique géorgienne, Georges Ier d’Abkhazie aurait pris sous son règne le contrôle d’une partie du Karthli et, sans doute sans héritier, nommé comme éristhaw à Tchikha Tininé, un fils de son frère Démétrius II dont le second fils nommé Bagrat aurait été exilé pour une raison inconnue.
À la mort de Georges Ier, son épouse, dont le nom n’est pas précisé, séduite par un noble, le mthawar Ioané Schavliani, fait tuer Tininé et jeter Bagrat à la mer pour donner le trône à son amant.